# 568 до н. е.

## Народились
- Шаріпутра - патріарх буддизму, один з двох головних учнів Будди Шак'ямунді